# Tumba de Anfípolis

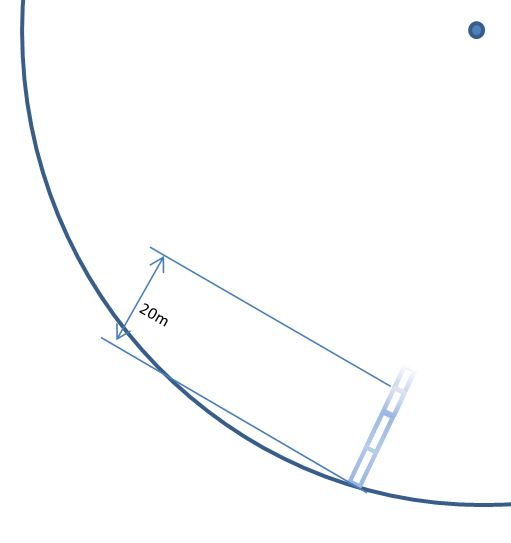
Tamaño de la tumba con respecto al gran túmulo circular.

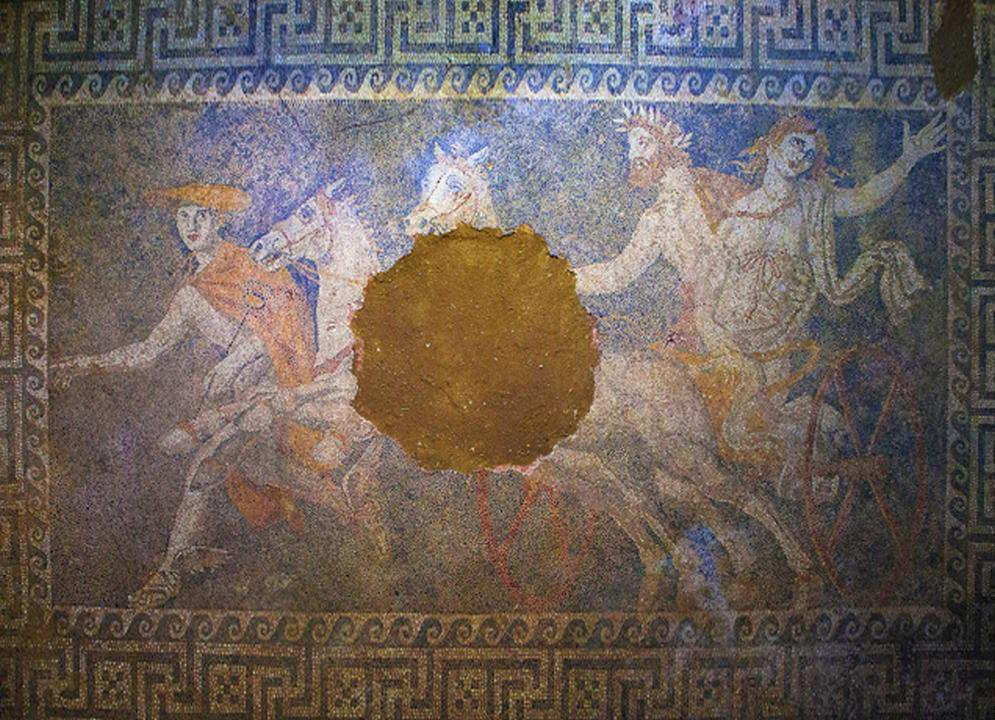
Mosaico de la segunda cámara que representa el rapto de Perséfone por Hades.

La tumba de Anfípolis, también conocida como la Tumba de Kasta es una antigua tumba macedónica redescubierta en Anfípolis (Macedonia Central, al norte de Grecia) en 2012 a la que se ingresó en agosto de 2014. La tumba es el mayor monumento funerario que se haya descubierto en Grecia y por comparación supera al Gran Túmulo de Vergina (de 112 metros), donde reposan los restos de Filipo II de Macedonia.
El equipo arqueológico encontró evidencias de que el León de Anfípolis estuvo ubicado en la cima del túmulo y por ello se ha sugerido que un posible ocupante de la tumba pudo ser el general Laomedonte de Mitilene, que fue relacionado con el monumento felino por el arqueólogo Oscar Broneer en 1940. Se han propuesto también otros personajes históricos del siglo IV a. C., como diversos nobles macedonios o parientes de Alejandro Magno.
En septiembre de 2015 el equipo de arqueólogos responsable de la excavación, dirigido por Katerina Peristeri, anunció que, según el resultado de sus estudios, el monumento funerario habría sido erigido por orden de Alejandro Magno como homenaje a Hefestión y habría sido construido por Dinócrates.

## Historia

### Primeras excavaciones en el túmulo de Kasta
El arqueólogo Dimitris Lazaridis hizo un número importante de publicaciones sobre sus excavaciones en Kasta durante la segunda mitad del siglo XX. Su investigación se inició en 1954, y las primeras excavaciones en el túmulo revelaron en 1964, un muro de mármol con 41 metros de perímetro.
Los estudios de campo sobre el muro circular perimetral, permitieron calcular su circunferencia total en 497 metros. El túmulo se encuentra rodeado por un foso de dos metros de ancho y de 3.5 metros de profundidad. En el foso, del lado del túmulo se construyó en la antigüedad un muro de piedra arenisca de 3 metros de altura, recubierto con losas de mármol blanco labrado y pulido.
 
Se especula que el domo fue calculado por sus constructores con el diámetro de un estadio de época helenística de 157.5 metros. De acuerdo a ese diámetro la circunferencia calculada sería de 494.8 m.
Entre 1971 y 1985 Lazaridis encontró la parte superior de la colina intacta, perteneciente a la Edad de Hierro, y una construcción con dimensiones de 10x10 m y 5 m de altura calculada. Esta estructura fue reconocida como la base del pedestal sobre el que se había colocado en la antigüedad la escultura del León de Anfípolis.

### Excavaciones 2014
Aparte de la magnitud del monumento que los expertos dicen que lleva la huella de la mano de Dinócrates de Rodas, el principal arquitecto de Alejandro Magno, los arqueólogos han desenterrado hasta ahora: 
- Lajas de mármol ubicadas en la cima del túmulo, que parecen provenir de la base original de León de Anfípolis, una estatua descubierta a 2 km en 1912.[6]

Antecámara
- 15 peldaños descendentes y un piso de mosaicos romboidales azules y blancos.
- Dos esfinges de mármol de aproximadamente 2 m de altura que custodian la entrada principal de la tumba.[6]

Primera cámara

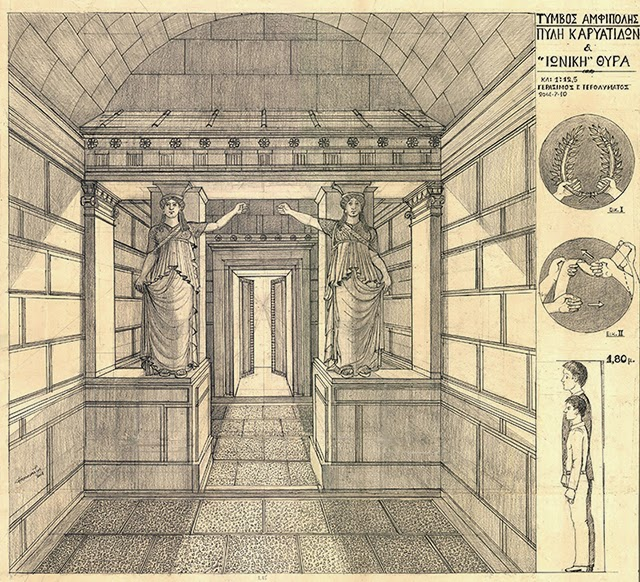
Cariátides sobre sus pedestales flanqueando el ingreso a la segunda cámara.

- Un fresco imitando un peristilo jónico con pintura todavía visible en la parte superior de la que se sientan las esfinges.[6]

- Dos estatuas femeninas del tipo Cariátide en la entrada de la segunda antecámara. Estas esculturas aún mantienen restos de pintura original en los pies y dedos.[6]

Segunda cámara
- Un piso de mosaico que representa el rapto de Perséfone por Hades junto al que aparece Hermes Psicopompo.[7][8]

Tercera cámara
- La cabeza de una de las esfinges de la entrada y restos de las alas de las esfinges.[9][10]
- Partes de una puerta de mármol que daba acceso a la tercera cámara.[11]
- Una tumba en cista, alrededor de 550 fragmentos de huesos y restos de elementos decorativos. En el estudio de los fragmentos óseos, 157 de ellos han servido para determinar que pertenecen al menos a cinco personas, entre las que se encuentra una mujer de más de 60 años, dos hombres de entre 35 y 45 años, un niño y otra persona que fue la única cuyos huesos fueron incinerados. También hay huesos que pertenecen a algún animal.[12][13]

Se han iniciado los trámites necesarios para la inclusión del yacimiento arqueológico en la lista de Patrimonio de la Humanidad.

## Apertura
La tumba fue abierta en abril de 2023 para científicos investigadores. Los grupos están reducidos a cinco visitantes y son acompañados por arqueólogos.

La tumba es objeto de una restauración masiva, con el apoyo financiero del Fondo de Recuperación y Resiliencia de la UE.

Se piensa que sea abierta al público general en pocos años.